# Daniel Mienie

a Compétitions nationales et continentales officielles uniquement.

Dernière mise à jour le 8 août 2020.
Daniël Jacobus Mienie (aussi connu sous le nom de Danie Mienie ou Daniel Mienie), né le 1er mars 1991 à Polokwane, est un joueur de rugby à XV sud-Africain évoluant au poste de pilier. Après avoir été formé dans l'académie des Sharks, il fait ses débuts professionnels en 2012 en Currie Cup, puis en Super Rugby. En 2015, il rejoint la franchise des Cheetahs, puis le Stade toulousain en 2017. En 2018, il rejoint les Golden Lions.

## Carrière

### Débuts en Afrique du Sud (2012-2017)
Danie Mienie rejoint le centre de formation des Sharks en 2010. Deux ans plus tard, il fait ses débuts professionnels avec la province de Durban, les Natal Sharks, contre les Border Bulldogs dans le cadre de la Vodacom Cup (victoire 42-0). Il dispute également deux rencontres de Super Rugby lors de la saison 2013, dont la première face aux Blues le 27 juin. En 2014, il est intégré à l'effectif disputant la Currie Cup.
En 2015, il rejoint la franchise des Cheetahs de Bloemfontein avec il dispute trois saisons de Super Rugby. Il évolue également en Currie Cup, tout d'abord sous les couleurs des Griqualand West Griquas (en 2015) puis avec les Free State Cheetahs.

### Passage au Stade toulousain et retour en Afrique du Sud
En juin 2017, il est recruté par un club de Top 14, le Stade toulousain, en qualité de joker médical de l'international Cyril Baille.
Pour la saison 2018-2019, il rejoint les Golden Lions.

## Palmarès
- Vainqueur de la Currie Cup en 2013 avec les Natal Sharks.